# Hurricane (canción de Bob Dylan)
Hurricane es una canción compuesta por Bob Dylan sobre el boxeador Rubin Carter, acusado injustamente de un triple homicidio. Fue publicada en el álbum Desire en enero de 1976, dando a conocer públicamente el caso del boxeador Rubin "Hurricane" Carter. Se le atribuye a "Hurricane" el haber facilitado el apoyo popular para la defensa de Carter.

## Origen
La canción "Hurricane" abre el disco de Bob Dylan Desire del año 1976, y se convirtió probablemente en la canción más popular del mismo. El nombre de la misma proviene del apodo del boxeador de los pesos medios Rubin Carter. Bob Dylan se inspiró para escribirla tras leer la autobiografía del propio Rubin Carter ("The Sixteenth Round") que este le había enviado por su "compromiso en la Lucha por los Derechos Civiles de los Afroamericanos".
Rubin Carter y otro hombre llamado John Artis habían sido acusados de un triple asesinato ocurrido en el Lafayette Grill, Paterson, Nueva Jersey en 1966. Tras un proceso con una amplia cobertura periodística, y con acusaciones de haber sido un asesinato con tintes racistas, ambos fueron condenados a cuatro cadenas perpetuas. Pero en los años posteriores comenzaron a surgir numerosas controversias sobre el caso, relativas a la falta de evidencias y a lo cuestionable de la veracidad de las declaraciones de algunos de los testigos. En su autobiografía, Rubin Carter mantenía su inocencia, y su historia llevó a Bob Dylan a visitarle en la prisión de Rahway State en Nueva Jersey.
Tras conocer a Rubin Carter y a alguno de sus seguidores, Bob Dylan comenzó a escribir "Hurricane". El proceso, como afirmó Jacques Levy, no fue sencillo porque aunque Bob Dylan había escrito con anterioridad canciones de temática similar ("The Lonesome Death of Hattie Carroll" y "The Death of Emmett Till") no era capaz de plasmar en la canción todos los sentimientos que le generaba Rubin Carter. Finalmente Bob Dylan desarrolló la canción con un marcado estilo cinematográfico.
La canción se convirtió en una de las pocas canciones protesta de Bob Dylan durante la década de los 70 y en uno de los sencillos de mayor éxito durante ese periodo al alcanzar el puesto 31 del Billboard.

## Controversia
Bob Dylan fue obligado a regrabar la canción modificando las letras, después de que los abogados de Columbia Records le informaran que las referencias al "robo de los cuerpos" por parte de Alfred Bello y Arthur Dexter podían derivar en un juicio. Ni Alfred Bello ni Arthur Dexter fueron nunca acusados de tales cargos. Por ello Bob Dylan decidió regrabar la canción. Contó para ello con los músicos que iban a acompañarle en su siguiente gira, entre ellos Don Meehanal (teclado) y Ronee Blakley acompañándole en las armonías vocales. La duración de la canción no fue recortada, pero se modificaron algunas partes de la letra que podían resultar ofensivas. Aun así la testigo Patricia Graham Valentine interpuso una demanda contra la canción.
Los detractores de la canción acusaron a Bob Dylan de haber omitido en la misma cualquier referencia al violento carácter de Rubin Carter. También se criticó la descripción que se hace en la canción sobre la carrera deportiva de Rubin Carter: " the number one contender" ("el contendiente número uno al campeonato mundial de box"), tanto en cuanto la edición de mayo de 1966 (momento de la detención) del Ring Magazine solo situaba en el noveno puesto del escalafón mundial. Mike Cleveland del Herald-News y Robert Christgau, entre otros cuestionaron la objetividad de Bob Dylan sobre el tema. Asimismo, el reportero Cal Deal, quien cubrió el caso entre 1975 y 1976 y que entrevistó a Rubin Carter en agosto y diciembre de 1975, también acusó a Bob Dylan de haberse tomado numerosas licencias artísticas.

## Concierto benéfico y nuevo proceso
Durante el tour que precedió al lanzamiento de Desire, Bob Dylan y su banda ofrecieron un concierto benéfico en el Madison Square Garden de Nueva York. Al año siguiente realizaron otro concierto benéfico en el Astrodome de Houston. La canción recaudó suficientes fondos y la publicidad necesaria para ayudar a Rubin Carter en nuevas acciones legales. A pesar de obtener el derecho a un nuevo proceso, Rubin Carter y John Artis fueron encontrados otra vez culpables y condenados a dos cadenas perpetuas consecutivas el 9 de febrero de 1976. Bob Dylan, y otros seguidores no acudieron al juicio. Rubin Carter recibió en 1985 la libertad condicional y todos los cargos pendientes sobre él fueron retirados en 1988.
Desde el 25 de enero de 1976 en Houston, Bob Dylan nunca ha vuelto a tocar en público dicha canción.

## Trivia
La canción cuenta con una parte de violín interpretada por Scarlet Rivera.
La canción ha recibido versiones de Ani Difranco y de los Milltown Brothers.